# Adenocarpus lainzii
Adenocarpus lainzii é uma espécie de planta com flor pertencente à família Fabaceae. 
A autoridade científica da espécie é (Castrov.) Castrov., tendo sido publicada em Anales Jard. Bot. Madrid 57(1): 43. 1999.

## Portugal
Trata-se de uma espécie presente no território português, nomeadamente em Portugal Continental.
Em termos de naturalidade é endémica da Península Ibérica.

## Protecção
Não se encontra protegida por legislação portuguesa ou da Comunidade Europeia.